# (712) Boliviana
Pour les articles homonymes, voir Boliviana.
(712) Boliviana est un astéroïde de la ceinture principale découvert le 19 mars 1911 par l'astronome allemand Max Wolf.
Sa désignation provisoire était 1911 LO.